# Calle Correduría
La calle Correduría es una vía pública de la ciudad española de Sevilla.

## Descripción
La vía nace de la calle Conde de Torrejón, donde conecta con Amor de Dios, y discurre hasta llegar a Feria, punto en el que entronca con Cruz Verde. Aparece descrita en la Noticia histórica del origen de los nombres de las calles de esta ciudad de Sevilla (1839) de Félix González de León con las siguientes palabras:

Calle de la Correduría. Està situada en el cuartel C. y en la parroquia de san Martin. Algunos quieren que el nombre Correduría le viene porque en ella concurrian en lo antiguo los corredores de lonja á hacer los negocios de comercio. Yo nada he leido sobre esto, ni hallo razon de que aquí se hiciesen estos contratos lejos de todo el tráfico de comercio, aun concediendo que en lo antiguo estuvo el comercio hácia la puerta de san Juan, por estar allí el muelle. La calle es regularmente, larga, y bastante ancha, pero la mayor parte de sus casas pobres y chicas. Pasa desde la plazoleta de Europa á la calle Ancha de la Feria.
(González de León, 1839, p. 251)